# Frogmore Cottage
Frogmore Cottage é uma mansão situada nos jardins do palácio de Frogmore House, que por sua vez está situada nos jardins do Castelo de Windsor. O edifício foi construído a pedido da rainha Carlota de Mecklemburgo-Strelitz, consorte do rei Jorge III do Reino Unido e é um listed building. 
Entre seus moradores ilustres já estiveram o príncipe Harry, Duque de Sussex, e sua esposa, Meghan Markle, além da rainha Vitória ter usado o espaço como casa de chá.  

## História
A casa era conhecida originalmente como "Double Garden Cottage" e foi incluída nas contas de 1801 da rainha consorte Carlota de Mecklemburgo-Strelitz, que revelam que foi construída por 450 libras por Mr Bowen. Esta serviu como casa para a rainha consorte Carlota e as suas filhas solteiras. Ela também foi usada como casa de campo ou de passeio pela rainha reinante Vitória do Reino Unido e pela rainha-mãe Isabel Bowes-Lyon.
A rainha reinante Vitória tomou o pequeno-almoço na casa em 28 de junho de 1875 e reparou que esta tinha "um vasto número de sapinhos" que ela achou "bastante nojentos". A casa é um listed building desde 1975.

## Ocupantes
Para além de ter servido de refúgio para as filhas solteiras da rainha consorte Carlota de Mecklemburgo-Strelitz, o imóvel foi ainda residência do teólogo Henry James Sr., que viveu no local com a sua família na década de 1840.
Um secretário pessoal da rainha Vitória, Abdul Karim, mudou-se para Frogmore Cottage em 1897 com a sua esposa e pai.
A grã-duquesa russa Xénia Alexandrovna viveu na mansão depois de ser exilada da Rússia até à década de 1920.
No início do século XXI, a mansão estava separada em cinco unidades, onde viviam trabalhadores da residência.

### Residência do Príncipe Henrique e da Princesa Eugénia
Trabalhadores do Castelo de Windsor ainda usavam a residência quando a Rainha Elizabeth decidiu ceder o local Harry, Duque de Sussex; e sua esposa, Meghan, Duquesa de Sussex, então recém-casados. A propriedade foi reformada entre 2018 e 2019 e convertido em uma casa familiar com quatro dormitórios e berçário e ainda a construção de uma sala para ginástica e yoga, uma enfermaria e uma sala de visitas, além da completa reforma da cozinha. O custo total das obras foi de £ 2,4 milhões de libras esterlinas, dinheiro retirado do Sovereign Grant, que consiste em dinheiro público. O valor gasto na remodelação foi criticado, mas, uma vez que Frogmore Cottage é um edifício de interesse público, a remodelação iria ocorrer de qualquer modo, independentemente dos seus ocupantes, segundo o Palácio de Buckingham.
No início de janeiro de 2020, depois de anunciarem que se iriam retirar das suas funções como membros principais da família real britânica, Harry e Meghan comunicaram oficialmente que iriam devolver o dinheiro público gasto nas obras do imóvel. O Palácio de Buckingham também anunciou que o imóvel continuaria a ser a sua residência oficial no Reino Unido.
Em 07 de setembro de 2020, Harry e Meghan comunicaram que haviam devolvido o dinheiro da renovação ao Sovereign Grant.
Em novembro de 2020, foi anunciado que a princesa Eugênia de York, então grávida de seu primeiro filho, e o marido Jack Brooksbank ocupariam o imóvel, para onde se mudaram em janeiro de 2021 e de onde saíram em meados de 2022 para se mudar para Portugal, onde Jack tinha negócios. 
Em março de 2023, a imprensa reportou que o Rei Charles havia comunicado Harry e Meghan que a casa não seria mais de seu uso exclusivo quando estivessem no Reino Unido, enquanto houve rumores de que o Príncipe André, Duke de York, ocuparia a mansão. 

## Galeria de fotos
- Galeria de fotos de Frogmore Cottage no Getty Images